# Fusellers letons
Els fusellers letons (letó: Latviešu strēlnieki, rus: Латышские стрелки) eren una formació militar de l'Exèrcit Imperial Rus creada el 1915 a Letònia per tal de defensar els Països Bàltics contra els alemanys durant la Primera Guerra Mundial. Inicialment els batallons estaven formats per voluntaris, i a partir de 1916 pels reclutes del servei militar obligatori en la població letona. A partir de 1917 van jurar lleialtat als bolxevics i van participar en la Guerra Civil Russa, moment en què foren coneguts com els Fusellers rojos. Van ser fonamentals per assegurar el control soviètic de Letònia entre 1918 i 1920 i per suprimir diverses rebel·lions anti-bolxevics a Moscou.
Un total de prop de 40.000 soldats van ser reclutats per aquesta divisió al llarg de la seva història.